# Такси: Южный Бруклин
«Такси: Южный Бруклин» — французско-американский телевизионный детективный сериал по мотивам фильма «Такси», написанном Люком Бессоном.

## Синопсис
Кейтлин «Кошка» Салливан — детектив нью-йоркской полиции, работающая в Бруклине. После того, как её водительские права приостановлены, она полагается на Лео Ромба, таксиста из Бруклина французского происхождения. Лео становится водителем Кошки и де-факто консультантом по её делам. При расследовании преступлений вместе с Лео, Кошка также проводит своё собственное несанкционированное расследование смерти её отца, также детектива нью-йоркской полиции, который, как полагают, был казнён преступной семьёй Капеллы. При этом она сталкивается с её боссом, капитаном Бейкером, и своим бывшим мужем Греггом, который взял дело в ФБР.

## Актёры
- Кайлер Ли — Кейтлин Мэри Дарси «Кошка» Салливан
- Джеки Идо — Лео Ромба
- Джеймс Колби — Джон Бейкер
- Хосе Зуньига — Эдди Эспозито
- Дженнифер Эспозито — Моника Пена
- Билл Хек — Грегг Джеймс
- Элли Уокер — Фрэнки Салливан
- Рауль Кассо — Ронни

### Периодические
- Люк Робертс — Рис
- Катерина Мурино — Гиада

## Критика
На сайте Rotten Tomatoes сериал имеет 35 % «свежести» на основе 17 рецензий кинокритиков, со средней оценкой 4.6 балла из 10.